# Décès en 931
Décès
- 927
- 928
- 929
- 930
- 931
- 932
- 933
- 934
- 935

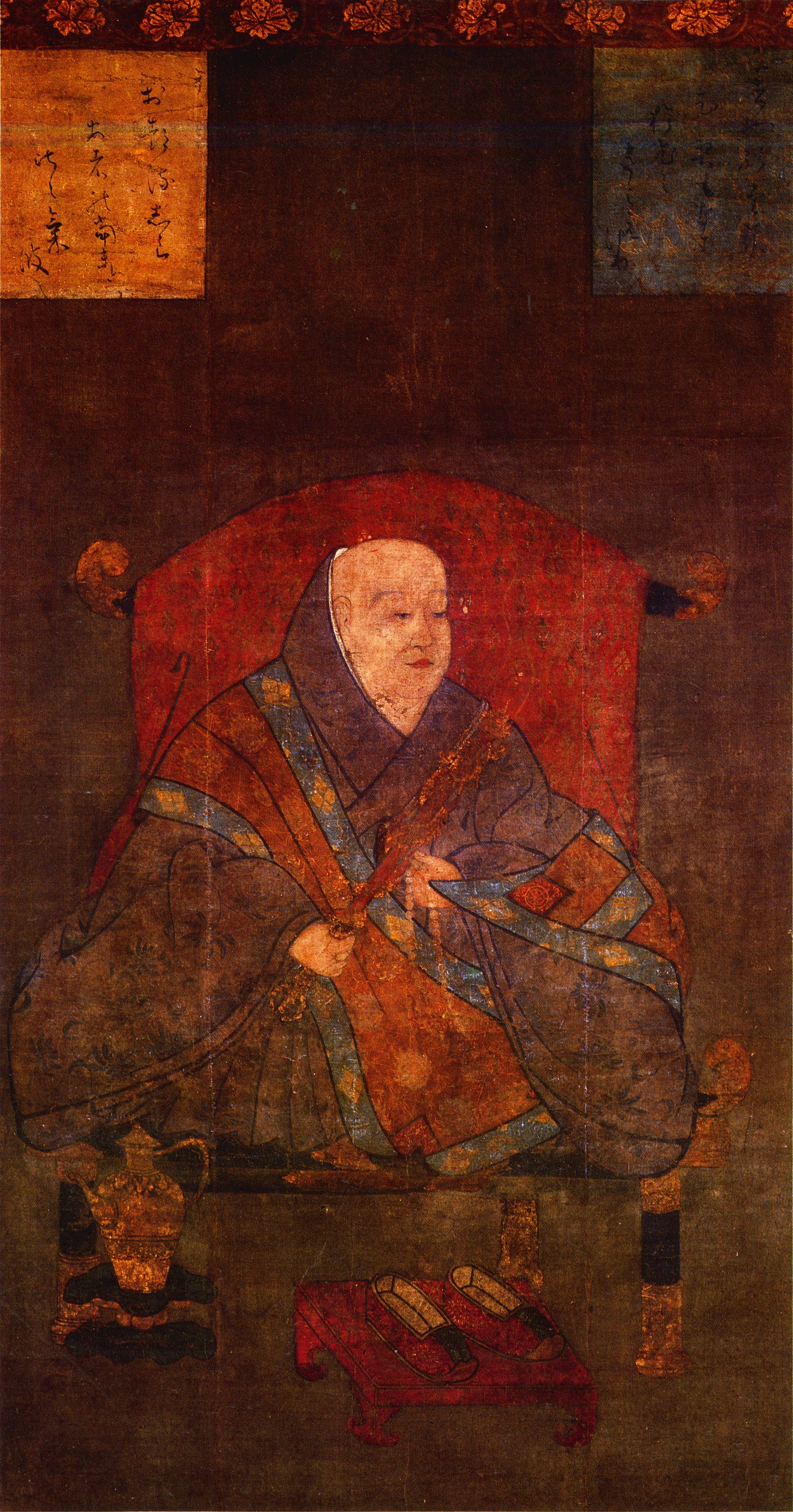
Uda, mort en 931.

Cette page dresse une liste de personnalités mortes au cours de l'année 931 :
- 27 janvier : Rudgar de Trèves, archevêque de Trèves, chancelier de Francie Occidentale, puis chancelier de Francie orientale.
- Fin février[1] ou 12 mars[2] : Étienne VII, pape, assassiné sur ordre de Marozie.
- 29 mai : Jimeno Garcés de Navarre, roi de Navarre.
- 31 août : Christophe Lécapène, Co-empereur byzantin.
- 3 septembre : Uda, 59e empereur du Japon.
- 20 octobre : Ibn Masarra, philosophe néo-platonicien, qui vivait en ermite près de Cordoue[3]. Il est accusé par les docteurs malikites de propager le mutazilisme. Ses disciples seront arrêtés en 961 et ses livres brûlés.

- Michel de Bulgarie, prétendant au trône de Bulgarie.
- Hrothweard, archevêque d'York.
- Ibn Masarra, philosophe et mystique andalou.

## Crédit d'auteurs
- Cet article est partiellement ou en totalité issu de l'article intitulé « 931 » (voir la liste des auteurs).